# 2010年夏季青年奧林匹克運動會游泳比賽
2010年夏季青年奧林匹克運動會游泳比賽於2010年8月15日至8月19日在新加坡體育學校舉行。比賽共分34個小項，其中男子小項16個、女子小項16個、男女混合小項2個。

## 獎牌榜
| 排名 | 国家／地区       | 金牌 | 银牌 | 铜牌 | 總數 |
| ---- | ---------------- | ---- | ---- | ---- | ---- |
| 1    | 中国             | 11   | 2    | 1    | 14   |
| 2    |                  | 4    | 6    | 6    | 16   |
| 3    | 匈牙利           | 4    | 1    | 1    | 6    |
| 4    | 法国             | 3    | 1    | 2    | 6    |
| 5    | 乌克兰           | 3    | 1    | 1    | 5    |
| 6    | 俄罗斯           | 2    | 5    | 2    | 9    |
| 7    | 加拿大           | 2    | 1    | 4    | 7    |
| 8    | 南非             | 1    | 3    | 2    | 6    |
| 9    | 意大利           | 1    | 2    | 2    | 5    |
| 10   | 美国             | 1    | 2    | 0    | 3    |
| 11   | 韩国             | 1    | 1    | 0    | 2    |
| 12   | 特立尼达和多巴哥 | 1    | 0    | 0    | 1    |
|      | 克罗地亚         | 1    | 0    | 0    | 1    |
| 14   | 西班牙           | 0    | 2    | 1    | 3    |
| 15   | 以色列           | 0    | 2    | 0    | 2    |
| 16   | 德国             | 0    | 1    | 2    | 3    |
| 17   | 委内瑞拉         | 0    | 1    | 1    | 2    |
|      | 塞尔维亚         | 0    | 1    | 1    | 2    |
| 19   | 新加坡           | 0    | 1    | 0    | 1    |
| 20   | 英国             | 0    | 0    | 2    | 2    |
| 21   | 捷克             | 0    | 0    | 1    | 1    |
|      | 挪威             | 0    | 0    | 1    | 1    |
|      | 葡萄牙           | 0    | 0    | 1    | 1    |
|      | 科威特           | 0    | 0    | 1    | 1    |
|      | 日本             | 0    | 0    | 1    | 1    |
|      | 波兰             | 0    | 0    | 1    | 1    |
|      | 罗马尼亚         | 0    | 0    | 1    | 1    |
| 總計 | 總計             | 35   | 33   | 35   | 103  |

## 各項成績
男子
| 届数                | 金牌                                                                           | 金牌    | 银牌                                                                          | 银牌    | 铜牌                                                                                    | 铜牌    |
| 50公尺自由式        | 安德烈·戈沃罗夫 · 乌克兰（UKR）                                                | 22.35   | 杜敬謙 · （AUS）                                                              | 22.82   | Aitor Martinez · 西班牙（ESP）                                                          | 22.83   |
| 100公尺自由式       | 梅迪·梅泰拉 · 法国（FRA）                                                      | 49.99   | 維利米爾·斯蒂潘諾維奇 · 塞尔维亚（SRB）                                       | 50.25   | 杜敬謙 · （AUS）                                                                        | 50.29   |
| 200公尺自由式       | Andrey Ushakov · 俄罗斯（RUS）                                                 | 1:49.81 | Cristian Quintero · 委内瑞拉（VEN）                                           | 1:49.98 | Jeremy Bagshaw · 加拿大（CAN）                                                          | 1:50.67 |
| 400公尺自由式       | 戴骏 · 中国（CHN）                                                             | 3:50.91 | 查德·勒克洛 · 南非（RSA）                                                     | 3:51.37 | Cristian Quintero · 委内瑞拉（VEN）                                                     | 3:53.44 |
|                     |                                                                                |         |                                                                               |         |                                                                                         |         |
| 50公尺仰式          | Christian Homer · 特立尼达和多巴哥（TRI）                                      | 26.36   | Rainer Ng · 新加坡（SIN）                                                     | 26.45   | Max Akerman · （AUS） · Abdullah Altuwaini · 科威特（KUW）                              | 26.46   |
| 100公尺仰式         | 何健彬 · 中国（CHN）                                                           | 55.16   | Yakov Toumarkin · 以色列（ISR）                                               | 55.28   | Lavrans Solli · 挪威（NOR）                                                             | 56.20   |
| 200公尺仰式         | 拜尔奈克·彼得 · 匈牙利（HUN）                                                  | 1:59.18 | Yakov Toumarkin · 以色列（ISR）                                               | 1:59.39 | Balazs Zambo · 匈牙利（HUN）                                                            | 2:01.60 |
|                     |                                                                                |         |                                                                               |         |                                                                                         |         |
| 50公尺蛙式          | Ivan Capan · 克罗地亚（CRO）                                                   | 28.55   | Nicholas Schafer · （AUS）                                                    | 28.59   | Razvan Tudosie · 罗马尼亚（ROU）                                                        | 28.69   |
| 100公尺蛙式         | Nicholas Schafer · （AUS）                                                     | 1:01.38 | Anton Lobanov · 俄罗斯（RUS）                                                 | 1:01.44 | Flavio Bizzarri · 意大利（ITA）                                                         | 1:02.22 |
| 200公尺蛙式         | Flavio Bizzarri · 意大利（ITA）                                                | 2:13.31 | Anton Lobanov · 俄罗斯（RUS）                                                 | 2:13.65 | Nicholas Schafer · （AUS）                                                              | 2:13.72 |
|                     |                                                                                |         |                                                                               |         |                                                                                         |         |
| 50公尺蝶式          | 安德烈·戈沃罗夫 · 乌克兰（UKR）                                                | 23.64   | Gyucheol Chang · 韩国（KOR）                                                  | 24.05   | Tommaso Romani · 意大利（ITA）                                                          | 24.80   |
| 100公尺蝶式         | Gyucheol Chang · 韩国（KOR）                                                   | 53.13   | 查德·勒克洛 · 南非（RSA）                                                     | 53.31   | 維利米爾·斯蒂潘諾維奇 · 塞尔维亚（SRB）                                                 | 53.77   |
| 200公尺蝶式         | 比措·本采 · 匈牙利（HUN）                                                      | 1:55.89 | 查德·勒克洛 · 南非（RSA）                                                     | 1:56.85 | Marcin Cieslak · 波兰（POL）                                                            | 1:57.68 |
|                     |                                                                                |         |                                                                               |         |                                                                                         |         |
| 200公尺混合式       | 查德·勒克洛 · 南非（RSA）                                                      | 2:00.68 | 杜敬謙 · （AUS）                                                              | 2:02.51 | Dylan Bosch · 南非（RSA）                                                               | 2:02.59 |
|                     |                                                                                |         |                                                                               |         |                                                                                         |         |
| 4×100公尺自由式接力 | 俄罗斯（RUS） · Andrey Ushakov · Alexey Atsapkin · Ilya Lemaev · Anton Lobanov | 3:23.91 | 中国（CHN） · 孙博威 · 戴骏 · 王曦明 · 何健彬                                 | 3:24.46 | 南非（RSA） · 查德·勒克洛 · Murray McDougall · Dylan Bosch · Pierre Keune               | 3:24.66 |
| 4×100公尺混合式接力 | （AUS） · Max Ackermann · Nicholas Schafer · 杜敬謙 · Justin James             | 3:42.50 | 法国（FRA） · Ganesh Pedurand · Thomas Rabeisen · Jordan Coelho · 梅迪·梅泰拉 | 3:43.84 | 德国（GER） · 克里斯蒂安·迪纳 · 克里斯蒂安·沃姆·莱恩 · Melvin Herrmann · Kevin Leithold | 3:44.22 |

女子
| 届数                | 金牌                                                              | 金牌    | 银牌                                                                                         | 银牌    | 铜牌                                                                           | 铜牌    |
| 50公尺自由式        | 唐奕 · 中国（CHN） · 安娜·桑塔曼斯 · 法国（FRA）                  | 25.40   |                                                                                              |         | 艾瑪·麥基翁 · （AUS）                                                          | 25.61   |
| 100公尺自由式       | 唐奕 · 中国（CHN）                                                | 54.46   | 艾瑪·麥基翁 · （AUS）                                                                        | 55.37   | Lauren Earp · 加拿大（CAN）                                                    | 56.59   |
| 200公尺自由式       | 唐奕 · 中国（CHN）                                                | 1:58.78 | 考帕什·博格拉尔考 · 匈牙利（HUN）                                                            | 2:00.99 | 艾瑪·麥基翁 · （AUS）                                                          | 2:01.18 |
| 400公尺自由式       | 考帕什·博格拉尔考 · 匈牙利（HUN）                                 | 4:10.37 | Kiera Janzen · 美国（USA）                                                                   | 4:14.28 | Ellie Faulkner · 英国（GBR）                                                   | 4:14.31 |
|                     |                                                                   |         |                                                                                              |         |                                                                                |         |
| 50公尺仰式          | Mathilde Cini · 法国（FRA）                                       | 29.19   | 达琳娜·泽维娜 · 乌克兰（UKR）                                                                | 29.34   | Alexandra Papusha · 俄罗斯（RUS）                                              | 29.51   |
| 100公尺仰式         | 达琳娜·泽维娜 · 乌克兰（UKR）                                     | 1:01.51 | 白安琪 · 中国（CHN）                                                                         | 1:01.97 | Alexandra Papusha · 俄罗斯（RUS）                                              | 1:02.15 |
| 200公尺仰式         | 白安琪 · 中国（CHN）                                              | 2:11.46 | Kaitlyn Jones · 美国（USA）                                                                  | 2:12.20 | 达琳娜·泽维娜 · 乌克兰（UKR）                                                  | 2:12.31 |
|                     |                                                                   |         |                                                                                              |         |                                                                                |         |
| 50公尺蛙式          | 蕾切尔·尼科尔 · 加拿大（CAN）                                     | 32.06   | 马丁娜·卡拉罗 · 意大利（ITA）                                                                | 32.44   | Ana de Pinho Rodrigues · 葡萄牙（POR）                                         | 32.49   |
| 100公尺蛙式         | Tera van Beilen · 加拿大（CAN）                                   | 1:08.95 | Emily Selig · （AUS）                                                                        | 1:09.06 | 蕾切尔·尼科尔 · 加拿大（CAN）                                                  | 1:09.18 |
| 200公尺蛙式         | Emily Selig · （AUS）                                             | 2:27.78 | Tera van Beilen · 加拿大（CAN）                                                              | 2:29.39 | 滨野麻矢 · 日本（JPN）                                                         | 2:29.75 |
|                     |                                                                   |         |                                                                                              |         |                                                                                |         |
| 50公尺蝶式          | 刘兰 · 中国（CHN）                                                | 26.97   | 埃莱娜·迪利多 · 意大利（ITA）                                                                | 27.06   | 安娜·桑塔曼斯 · 法国（FRA）                                                    | 27.31   |
| 100公尺蝶式         | 刘兰 · 中国（CHN）                                                | 59.67   | Judit Ignacio · 西班牙（ESP）                                                                | 1:00.07 | Rachael Kelly · 英国（GBR）                                                    | 1:00.26 |
| 200公尺蝶式         | 考帕什·博格拉尔考 · 匈牙利（HUN）                                 | 2:08.72 | Judit Ignacio · 西班牙（ESP）                                                                | 2:10.11 | 刘兰 · 中国（CHN）                                                             | 2:11.94 |
|                     |                                                                   |         |                                                                                              |         |                                                                                |         |
| 200公尺混合式       | Kaitlyn Jones · 美国（USA）                                       | 2:14.53 | Kristina Kochetkova · 俄罗斯（RUS）                                                          | 2:15.13 | Barbora Zavadova · 捷克（CZE）                                                 | 2:15.36 |
|                     |                                                                   |         |                                                                                              |         |                                                                                |         |
| 4×100公尺自由式接力 | 中国（CHN） · 刘兰 · 白安琪 · 王畅 · 唐奕                         | 3:46.64 | 德国（GER） · Juliane Reinhold · Lena Kalla · Dorte Baumert · Lina Rathsack                  | 3:49.02 | 加拿大（CAN） · Lindsay Delmar · Tera van Beilen · 蕾切尔·尼科尔 · Lauren Earp | 3:49.12 |
| 4×100公尺混合式接力 | （AUS） · 麦迪逊·威尔逊 · Emily Selig · Zoe Johnson · 艾瑪·麥基翁 | 4:09.68 | 俄罗斯（RUS） · Alexandra Papusha · Olga Detenyuk · Kristina Kochetkova · Ekaterina Andreeva | 4:11.07 | 德国（GER） · Dorte Baumert · Lina Rathsack · Lena Kalla · Juliane Reinhold    | 4:11.76 |

混合
| 届数                | 金牌                                        | 金牌    | 银牌                                                                                     | 银牌    | 铜牌                                                                      | 铜牌    |
| 4×100公尺自由式接力 | 中国（CHN） · 孙博威 · 唐奕 · 刘兰 · 何健彬 | 3:31.34 | （AUS） · 杜敬謙 · 艾瑪·麥基翁 · 麦迪逊·威尔逊 · Justin James                            | 3:31.69 | 法国（FRA） · 梅迪·梅泰拉 · 安娜·桑塔曼斯 · Mathilde Cini · Jordan Coelho | 3:35.90 |
| 4×100公尺混合式接力 | 中国（CHN） · 何健彬 · 王曦明 · 刘兰 · 唐奕 | 3:52.52 | 俄罗斯（RUS） · Alexandra Papusha · Anton Lobanov · Kristina Kochetkova · Andrey Ushakov | 3:55.29 | （AUS） · Max Ackerman · Emily Selig · 杜敬謙 · 艾瑪·麥基翁               | 3:55.63 |

## 參賽國家
| - 阿尔巴尼亚（1） - 阿尔及利亚（2） - 美属萨摩亚（1） - 安道尔（2） - 安哥拉（1） - 安提瓜和巴布达（1） - 阿根廷（3） - 亚美尼亚（2） - 阿鲁巴（2） - （8） - 奥地利（1） - 巴哈马（2） - （3） - 巴巴多斯（1） - 白俄罗斯（2） - 比利时（3） - 玻利维亚（2） - 波斯尼亚和黑塞哥维那（1） - 博茨瓦纳（2） - 巴西（8） - 汶莱（2） - 保加利亚（2） - 布基纳法索（1） - 柬埔寨（1） - 喀麦隆（2） - 加拿大（8） - 开曼群岛（2） - 智利（1） - 中国（8） - 中华台北（2） - 哥伦比亚（3） - 科摩罗（1） - 库克群岛（2） - 哥斯达黎加（1） - 克罗地亚（4） - 塞浦路斯（2） - 捷克（3） - 吉布提（1） - 厄瓜多尔（2） - 埃及（2） - 爱沙尼亚（3） - 埃塞俄比亚（2） - 斐济（1） - 芬兰（3） - 法国（7） - 密克罗尼西亚（2） - 马其顿（3） - （1） - 德国（8） - （2） - 英国（2） | - 希腊（3） - 格林纳达（2） - 危地马拉（2） - 几内亚（1） - 圭亚那（1） - 洪都拉斯（2） - 中国香港（4） - 匈牙利（8） - 冰岛（6） - 印度（2） - 印度尼西亚（3） - 伊朗（2） - 伊拉克（1） - 以色列（3） - 意大利（8） - 牙买加（2） - 日本（8） - 约旦（2） - （3） - （2） - 朝鲜（2） - 韩国（3） - 科威特（1） - （2） - 老挝（1） - 拉脱维亚（2） - 黎巴嫩（2） - 莱索托（1） - 利比里亚（3） - 利比亚（1） - 列支敦士登（2） - 立陶宛（3） - 卢森堡（3） - 马达加斯加（2） - 马拉维（1） - 马来西亚（2） - 马尔代夫（2） - 马耳他（1） - 马绍尔群岛（2） - 毛里求斯（2） - 墨西哥（1） - 摩尔多瓦（2） - 摩纳哥（1） - 蒙古（2） - （1） - 摩洛哥（1） - 莫桑比克（1） - 纳米比亚（1） - 荷兰（2） - （2） - 新西兰（3） | - 尼加拉瓜（2） - （1） - 挪威（1） - 巴基斯坦（1） - 帕劳（1） - 巴勒斯坦（2） - 巴布亚新几内亚（1） - 巴拉圭（1） - 秘鲁（3） - 菲律宾（2） - 波兰（4） - 葡萄牙（4） - 波多黎各（2） - （1） - 罗马尼亚（4） - 俄罗斯（8） - 卢旺达（1） - 萨摩亚（1） - 沙特阿拉伯（1） - 塞内加尔（2） - 塞尔维亚（5） - 塞舌尔（1） - 新加坡（8） - 斯洛伐克（4） - 斯洛文尼亚（4） - 南非（8） - 西班牙（8） - 斯里兰卡（2） - 圣卢西亚（2） - 苏里南（2） - （1） - 瑞典（4） - 瑞士（3） - 叙利亚（1） - 坦桑尼亚（2） - 泰国（2） - 多哥（1） - 特立尼达和多巴哥（4） - 突尼斯（4） - 土耳其（2） - （1） - 乌干达（1） - 乌克兰（3） - 美国（8） - 乌拉圭（2） - （2） - 委内瑞拉（4） - 越南（3） - （1） - 也门（1） - 赞比亚（1） |